# Banco Cora
Cora é uma instituição financeira brasileira, com sede em São Paulo, SP, cuja razão social é Cora Sociedade de Crédito, Financiamento e Investimento S.A.. A plataforma se posiciona como um banco digital focado exclusivamente em oferecer produtos e serviços financeiros para pequenas e médias empresas (PMEs), profissionais autônomos e liberais em todo o Brasil. 
Os principais produtos da Cora incluem uma conta digital para pessoa jurídica (Conta PJ) gratuita, um cartão de débito e crédito empresarial sem anuidade e um conjunto de ferramentas de gestão integradas, como gestão de cobranças e emissão de boletos bancários.
A empresa opera como uma instituição financeira autorizada pelo Banco Central do Brasil. Inicialmente, obteve a licença de Sociedade de Crédito Direto (SCD) em 2020 e, em 2024, evoluiu para uma Sociedade de Crédito, Financiamento e Investimento (SCFI), o que ampliou significativamente seu escopo de atuação. Em julho de 2024, a Cora já atendia mais de 1,4 milhão de empresas clientes.
A fintech foi fundada por Igor Senra e Leonardo Mendes, que possuem experiência prévia no mercado de pagamentos com a criação da Moip, uma das primeiras startups de pagamentos do Brasil. A Cora atraiu investimentos de fundos de venture capital de destaque, como Ribbit Capital, Kaszek Ventures, Greenoaks Capital e QED Investors.

## Produtos e Serviços Financeiros
A Cora desenvolveu um portfólio de produtos financeiros e ferramentas de gestão projetado especificamente para atender às necessidades de pequenas e médias empresas.

### Conta PJ Digital Gratuita
A conta digital para pessoa jurídica é o produto central do ecossistema da Cora. É destinada a empresas com CNPJ. Sua principal proposta de valor é a ausência de taxas para serviços essenciais, o que a diferencia dos bancos tradicionais.

### Cartão PJ (Débito e Crédito)
A Cora oferece um cartão empresarial internacional com a bandeira Visa, que funciona tanto na modalidade de débito quanto na de crédito, sem cobrança de anuidade. A plataforma permite a gestão de múltiplos cartões virtuais, que podem ser atribuídos a sócios ou a categorias de despesas específicas, facilitando o controle de gastos.

### Soluções de CréditoPJ
A Cora oferece dois produtos: Capital de Giro e antecipação de recebíveis de boletos

### Produtos de InvestimentoPJ
A oferta de produtos de investimento é uma nova frente de atuação, habilitada diretamente pela licença de SCFI. A Cora planeja oferecer produtos como Recibos de Depósitos Bancários (RDBs), que permitirão que o saldo em conta dos clientes tenha rendimento ("saldo remunerado").

## Plataforma de Gestão Empresarial Integrada
Além dos produtos financeiros, a Cora oferece uma plataforma de software que auxilia na gestão ativa dos negócios.

### Gestão de Cobranças
A plataforma permite que os empresários gerenciem todo o ciclo de cobranças a partir de um único painel, disponível tanto no aplicativo móvel quanto na versão web. É possível emitir cobranças simples, parceladas ou recorrentes por meio de boleto bancário, Pix ou link de pagamento. O sistema oferece um acompanhamento em tempo real do status de todas as faturas (pagas, pendentes ou vencidas), e essa informação é integrada diretamente à ferramenta de gestão de fluxo de caixa.

### Emissão e Automação de Boletos
A emissão de boletos na Cora segue um modelo "freemium". Para a maioria dos clientes, a emissão é gratuita para até 100 boletos compensados por mês, com uma pequena taxa aplicada aos boletos excedentes. Esse modelo é particularmente atraente para a grande maioria das PMEs.
A plataforma também inclui funcionalidades de automação, como o envio programado de lembretes de cobrança por e-mail antes, na data ou após o vencimento, o que ajuda a reduzir a inadimplência. Os boletos podem ser personalizados com a inclusão de juros, multas por atraso e descontos para pagamento antecipado.

### Ferramentas de Eficiência
- Gestão de Fluxo de Caixa: A plataforma automatiza o acompanhamento de entradas e saídas, fornecendo uma visão em tempo real da saúde financeira da empresa.
- Emissão de Nota Fiscal de Serviço (NFS-e): A Cora oferece uma funcionalidade integrada para a emissão de notas fiscais de serviço, simplificando o processo desde a cobrança até a conformidade fiscal.
- Perfis de Acesso: Os donos de negócios podem criar perfis com diferentes níveis de permissão para sócios e colaboradores, melhorando a segurança e a delegação de tarefas financeiras.

### Cora Pro
O Cora Pro é um plano de assinatura com funcionalidades mais avançadas. Os recursos são:
- Personalização de boletos com o logotipo da empresa.
- Notificações de cobrança automáticas enviadas por SMS e WhatsApp, além do e-mail.
- Acesso a APIs (Interfaces de Programação de Aplicações) para integrações mais profundas com os sistemas de gestão da empresa.
- Ferramentas de gestão de fluxo de caixa.

## Reconhecimento
A Cora foi incluída em listas de destaque no setor de tecnologia financeira. Em 2023, foi classificada como a oitava principal startup de fintech do Brasil pelo portal Hyper LATAM. A empresa também foi listada entre as 100 maiores fintechs do país em um ranking da empresa de inovação Distrito e selecionada pela KPMG como um dos "Emerging Giants" do Brasil em um relatório divulgado pela Forbes.